# LHB
LHB (англ. Luteinizing hormone beta polypeptide) – білок, який кодується однойменним геном, розташованим у людей на короткому плечі 19-ї хромосоми. Довжина поліпептидного ланцюга білка становить 141 амінокислот, а молекулярна маса — 15 345.
| 10         |  | 20         |  | 30         |  | 40         |  | 50         |
| ---------- |  | ---------- |  | ---------- |  | ---------- |  | ---------- |
| MEMLQGLLLL |  | LLLSMGGAWA |  | SREPLRPWCH |  | PINAILAVEK |  | EGCPVCITVN |
| TTICAGYCPT |  | MMRVLQAVLP |  | PLPQVVCTYR |  | DVRFESIRLP |  | GCPRGVDPVV |
| SFPVALSCRC |  | GPCRRSTSDC |  | GGPKDHPLTC |  | DHPQLSGLLF |  | L          |

A: Аланін

C: Цистеїн

D: Аспарагінова кислота

E: Глутамінова кислота

F: Фенілаланін

G: Гліцин

H: Гістидин

I: Ізолейцин

K: Лізин

L: Лейцин

M: Метіонін

N: Аспарагін

P: Пролін

Q: Глутамін

R: Аргінін

S: Серин

T: Треонін

V: Валін

W: Триптофан

Кодований геном білок за функцією належить до гормонів. 
Секретований назовні.